# Gran Premio de Bélgica de Motociclismo de 1976
El Gran Premio de Bélgica de Motociclismo de 1976 fue la séptima prueba de la temporada 1976 del Campeonato Mundial de Motociclismo. El Gran Premio se disputó el 4 de julio de 1976 en el Circuito de Spa.

## Resultados 500cc
En la categoría reina, el británico Barry Sheene lideraba la carrera cómodamente pero un incidente le hizo perder el liderato en favor de John Williams, que se convirtió en el sorprendente ganador de este Gran Premio. De todas maneras, Sheene lidera cómodamente la clasificación general.
| 1        | John Williams       | Suzuki | 39' 22" 8  | 15 |
| 2        | Barry Sheene        | Suzuki | +7" 4      | 12 |
| 3        | Marcel Ankoné       | Suzuki | +17" 0     | 10 |
| 4        | Michel Rougerie     | Suzuki | +28" 6     | 8  |
| 5        | Teuvo Länsivuori    | Suzuki | +38" 6     | 6  |
| 6        | Dieter Braun        | Suzuki | +41" 1     | 5  |
| 7        | Chas Mortimer       | Suzuki | +56" 5     | 4  |
| 8        | Pat Hennen          | Suzuki | +57" 7     | 3  |
| 9        | John Newbold        | Suzuki | +59" 9     | 2  |
| 10       | Helmut Kassner      | Suzuki | +1' 03" 9  | 1  |
| 11       | Alex George         | Suzuki | + 1 Vuelta |    |
| 12       | Tom Herron          | Suzuki | + 1 Vuelta |    |
| 13       | Boet van Dulmen     | Yamaha | + 1 Vuelta |    |
| 14       | Jean-Philippe Orban | Yamaha | + 1 Vuelta |    |
| 15       | Philippe Chaltin    | Yamaha | + 1 Vuelta |    |
| 16       | Kees van der Kruijs | Yamaha | + 1 Vuelta |    |
| 17       | Etienne Geeraerd    | Yamaha | + 1 Vuelta |    |
| Ret      | Víctor Palomo       | Yamaha | Ret        |    |
| Ret      | Giacomo Agostini    | Suzuki | Ret        |    |
| Ret      | Philippe Coulon     | Suzuki | Ret        |    |
| Ret      | Jack Findlay        | Suzuki | Ret        |    |
| Ret      | Takazumi Katayama   | Suzuki | Ret        |    |
| Ret      | Jules Nies          | Suzuki | Ret        |    |
| Ret      | Bernard Fau         | Yamaha | Ret        |    |
| Ret      | Karl Auer           | Yamaha | Ret        |    |
| Ret      | Bruno Kneubühler    | Yamaha | Ret        |    |
| Ret      | Nico Cereghini      | Suzuki | Ret        |    |
| Ret      | Olivier Chevallier  | Yamaha | Ret        |    |
| DNS      | Marco Lucchinelli   | Suzuki | DNS        |    |
| DNS      | Phil Read           | Suzuki | DNS        |    |
| Sources: |                     |        |            |    |

## Resultados 250cc
En el cuarto de litro, cuarto triunfo de la temporada para el italiano Walter Villa, que se coloca líder en la clasificación general con 14 puntos de ventaja sobre el japonés Takazumi Katayama, que fue tercero. El también italiano, Paolo Pileri completó el podio.
| Pos. | Piloto              | Moto              | Tiempo     | Pts. |
| ---- | ------------------- | ----------------- | ---------- | ---- |
| 1    | Walter Villa        | Harley-Davidson   | 45'51" 9   | 15   |
| 2    | Paolo Pileri        | Bimota-Morbidelli | +48" 6     | 12   |
| 3    | Takazumi Katayama   | Yamaha            | +57" 3     | 10   |
| 4    | John Dodds          | Yamaha            | +57" 5     | 8    |
| 5    | Gianfranco Bonera   | Harley-Davidson   | +57" 9     | 6    |
| 6    | Víctor Palomo       | Yamaha            | +58" 3     | 5    |
| 7    | Dieter Braun        | Yamaha            | +58" 9     | 4    |
| 8    | Pentti Korhonen     | Yamaha            | +1' 08" 4  | 3    |
| 9    | Patrick Fernandez   | Yamaha            | +1' 21" 0  | 2    |
| 10   | Tom Herron          | Yamaha            | +1' 21" 2  | 1    |
| 11   | Vic Soussan         | Yamaha            |            |      |
| 12   | Henk van Kessel     | Yamaha            |            |      |
| 13   | Philippe Bouzanne   | Yamaha            |            |      |
| 14   | Boet van Dulmen     | Yamaha            |            |      |
| 15   | Manuel Arias        | Yamaha            |            |      |
| 16   | Jean-François Baldé | Yamaha            |            |      |
| 17   | Ken Nemoto          | Yamaha            |            |      |
| 18   | Franco Uncini       | Yamaha            |            |      |
| 19   | Richard Hubin       | Yamaha            | + 1 Vuelta |      |
| Ret  | Bruno Kneubühler    | Yamaha            | Ret        |      |
| Ret  | Leif Gustafsson     | Yamaha            | Ret        |      |
| Ret  | Olivier Chevallier  | Yamaha            | Ret        |      |
| Ret  | Boet van Dulmen     | Yamaha            | Ret        |      |
| Ret  | Tapio Virtanen      | MZ                | Ret        |      |
| Ret  | Alex George         | Yamaha            | Ret        |      |
| Ret  | Mati Rainup         | MZ                | Ret        |      |
| Ret  | Pekka Nurmi         | Yamaha            | Ret        |      |
| Ret  | Felice Agostini     | Yamaha            | Ret        |      |
| Ret  | Olivier Liégeois    | Yamaha            | Ret        |      |

## Resultados 125cc
En 125cc, victoria del español Ángel Nieto, la primera del campeón en esta categoría esta temporada. El gran beneficiado de la jornada es el segundo clasificado Paolo Pileri, que se aprovecha del abandono del líder de la clasificación Pier Paolo Bianchi en esta carrera, y se sitúa a cuatro puntos.
| Pos. | Piloto                 | Moto       | Tiempo  | Pts. |
| ---- | ---------------------- | ---------- | ------- | ---- |
| 1    | Ángel Nieto            | Bultaco    | 44:47.1 | 15   |
| 2    | Paolo Pileri           | Morbidelli | +4.8    | 12   |
| 3    | Eugenio Lazzarini      | Morbidelli | +56.7   | 10   |
| 4    | Gert Bender            | Bender     | +1:07.0 | 8    |
| 5    | Harald Bartol          | Morbidelli | +1:17.9 | 6    |
| 6    | Patrick Plisson        | Morbidelli | +2:35.6 | 5    |
| 7    | Stefan Dörflinger      | Morbidelli | +2:36.5 | 4    |
| 8    | Julien van Zeebroeck   | Morbidelli | +2:46.1 | 3    |
| 9    | Leif Gustafsson        | Yamaha     | +3:15.1 | 2    |
| 10   | Cees van Dongen        | Morbidelli | +3:33.2 | 1    |
| 11   | Horst Seel             | Seel EB    |         |      |
| 12   | Hans Müller            | Yamaha     |         |      |
| 13   | Anton Mang             | Morbidelli |         |      |
| 14   | Piet van Niel          | Yamaha     |         |      |
| Ret  | Pier Paolo Bianchi     | Morbidelli | Ret     |      |
| Ret  | Henk van Kessel        | AGV Condor | Ret     |      |
| Ret  | Claudio Lusuardi       | Malamaz    | Ret     |      |
| Ret  | Jean-Louis Guignabodet | Morbidelli | Ret     |      |
| Ret  | Jan Huberts            | Morbidelli | Ret     |      |
| Ret  | Norbert Peschke        | Morbidelli | Ret     |      |

## Resultados 50cc
También en 50cc, el líder de la clasificación Ángel Nieto y su Bultaco no pudieron rendir al máximo en este circuito y tuvo que ceder el triunfo ante el alemán Herbert Rittberger, que se llevó la victoria. Con est triunfo, el germano se pone a coliderar la clasificación general junto a Nieto, ambos con 52 puntos.
| Pos. | Piloto               | Moto              | Tiempo    | Pts. |
| ---- | -------------------- | ----------------- | --------- | ---- |
| 1    | Herbert Rittberger   | Van Veen-Kreidler | 31' 20" 7 | 15   |
| 2    | Ángel Nieto          | Bultaco           | +20" 1    | 12   |
| 3    | Ulrich Graf          | Kreidler          | +37" 7    | 12   |
| 4    | Eugenio Lazzarini    | UFO-Morbidelli    | +1' 07" 6 | 8    |
| 5    | Benjamin Laurent     | 3B-Kreidler       | +1' 09" 8 | 6    |
| 6    | Engelbert Kip        | Kreidler          |           | 5    |
| 7    | Rudolf Kunz          | Kreidler          |           | 4    |
| 8    | Cees van Dongen      | Kreidler          |           | 3    |
| 9    | Hans-Jürgen Hummel   | Kreidler          |           | 2    |
| 10   | Stefan Dörflinger    | Kreidler          |           | 1    |
| 11   | Ramón Galí           | Derbi             |           |      |
| 12   | Pierre Dumont        | Kreidler          |           |      |
| 13   | Ingo Emmerich        | Kreidler          |           |      |
| 14   | Rolf Blatter         | Kreidler          |           |      |
| 15   | Wolfgang Golembeck   | Kreidler          |           |      |
| 16   | Guido de Lys         | Kreidler          |           |      |
| 17   | Juup Bosman          | Kreidler          |           |      |
| 18   | Theo Timmer          | Kreidler          |           |      |
| 19   | Guy Muyters          | Kreidler          |           |      |
| Ret  | Günter Schirnhofer   | Kreidler          | Ret       |      |
| Ret  | Aldo Pero            | Kreidler          | Ret       |      |
| Ret  | Julien van Zeebroeck | Kreidler          | Ret       |      |
| Ret  | Gerrit Strikker      | Kreidler          | Ret       |      |
| Ret  | Pierre Audry         | ABF               | Ret       |      |
| Ret  | Charles Dumont       | Kreidler          | Ret       |      |
| Ret  | Joaquin Galí         | Derbi             | Ret       |      |